# Los Teques
Los Teques è una città del Venezuela capoluogo dello Stato di Miranda. La città si trova ad oltre mille metri d'altezza, a circa 40 km dalla capitale Caracas, ed ha una popolazione di oltre 250 000 abitanti.
Los Teques si trova nel municipio di Guaicaipuro ed è un florido centro commerciale e turistico delle montagne intorno a Caracas, a cui è collegata da una costruenda ferrovia metropolitana. È rinomata per le sue industrie del mobile e del vetro, create in parte dalla numerosa colonia di italiani (circa 10 000 persone) trasferitisi negli anni cinquanta in queste zone tropicali montuose dal clima fresco tutto l'anno.